# De dag van vandaag
De dag van vandaag is een quizprogramma dat sinds 18 april 2022 uitgezonden wordt op Eén. Het programma werd bedacht door Bart Cannaerts, die ook de presentatie voor zijn rekening neemt. De productie van het programma wordt gedaan door Panenka.
In deze quiz over de actualiteit proberen drie bekende Vlamingen zo veel mogelijk geld te verdienen voor een kijker thuis. Fien Germijns gaat als live-reporter bij de kijker thuis aanbellen om de finale samen te bekijken. Als de kijker de deur niet open doet of als de live verbinding niet lukt wordt er een kandidaat uit het publiek gekozen. Deze kandidaat bekijkt dan in plaats van de kijker thuis de finale. Dat doet hij/zij dan in de studio, waarbij hij/zij naast de kandidaten zit. Dit gebeurde voor het eerst op 31 januari 2023 en een tweede maal op 10 februari 2025. Wie kans wil maken op de finalepot kan zich hiervoor gedurende het programma opgeven via de site van de VRT.
Op woensdag 6 maart 2024 was Germijns ziek en werd ze vervangen door Tom Lenaerts. In maart 2025 vervingen andere bekende Vlamingen Fien gedurende twee weken.

## Onderdelen

### De Eerste Ronde
In deze ronde stelt Cannaerts vragen over de actualiteit van de dag. De deelnemers mogen overleggen. Een juist antwoord levert 100 euro op. Als ze het antwoord niet weten, dan wordt de vraag een meerkeuzevraag, en kunnen ze nog 50 euro verdienen.

### Tweede ronde
De tweede ronde varieert naargelang de dag.
Soms kan er naar aanleiding van de actualiteit een speciale ronde gespeeld worden met aangepaste regels.

#### Vertel Het Voort
Hierbij moeten de deelnemers een verhaal uit de actualiteit voortvertellen aan elkaar. De laatste deelnemer moet dan drie vragen over dat verhaal beantwoorden, met 200 euro per juist antwoord.

#### De ronde zonder Bart
Niet Bart stelt in deze ronde de vragen, maar de deelnemers zelf. Om de beurt moet een deelnemer een vraag stellen en de twee andere deelnemers moeten antwoorden opsommen. De vraagsteller moet dan de antwoorden goed- of afkeuren. 100 euro per goedgekeurd antwoord, maar niets als de vraagsteller een verkeerd antwoord toch goedkeurde.

#### De Soundtrack Van De Dag
De kandidaten moeten de uitvoerder van een lied herkennen (50 euro) en het kunnen linken aan een nieuwsfeit van de dag (100 euro).

#### Pak De Intro
Deze ronde wordt soms gespeeld als de deelnemers bij de radio werken of gewerkt hebben.
Er wordt voor elke deelnemer een intro van een nummer gespeeld en de deelnemer moet deze volbabbelen. Als dit perfect lukt, wordt er 100 euro verdiend. Als bovendien titel en uitvoerder genoemd worden is er telkens nog 100 euro extra. Nadien kunnen de deelnemers nog eens 50 euro verdienen door de link met de actualiteit te raden.

### Om De Beurt
In deze ronde heeft elke vraag drie antwoorden. De kandidaten moeten om de beurt één van die drie antwoorden geven, zonder overleg. Alleen als alle antwoorden goed zijn verdienen ze 300 euro.

### Dubbel Of Niks
Deze ronde gaat over drie nieuwsfeiten van vandaag. Over elk nieuwsfeit zijn er drie vragen. Voor de eerste vraag krijgen de kandidaten 100 euro voor een goed antwoord. Dan kunnen ze kiezen voor "dubbel of niks". Ze kunnen het bedrag in de pot steken, of gaan voor een tweede vraag, waarbij het bedrag verdubbeld kan worden. Daarna kan dit nog een tweede keer.

### Finale
Hierbij krijgen de kandidaten 90 seconden waarin vragen gesteld worden over de dag van vandaag of over het verloop van de quiz. Als ze drie vragen na elkaar juist kunnen beantwoorden, gaat het prijzengeld naar de kandidaat thuis of naar een kandidaat uit het publiek (indien de deur niet wordt opengedaan door de kandidaat thuis of indien vanwege een technische storing geen contact kan worden gemaakt met Fien). Als dit niet lukt, blijft het geld in de pot voor de volgende uitzending. De kandidaat thuis of uit het publiek blijft dan met lege handen.
Op donderdag 27 maart 2025, de laatste aflevering van seizoen 4, werd het recordbedrag van 11.550 euro gewonnen door team 'De Ideale Wereld' met Jade Mintjens, Lukas Lelie en Bert Janssens.

## Productie
De gewone rondes worden in de vooravond gerepeteerd en daarna gebeurt hiervan de opname met BV's en publiek. Deze opname wordt nog gemonteerd en uitgezonden, en de finale wordt daarna rechtstreeks uitgezonden.

## Nederlandse versie
Vanaf 12 augustus 2024 werd dit programma ook in Nederland gemaakt onder de titel Wat een dag. Het werd daar uitgezonden op RTL 4. Leonie ter Braak presenteerde het programma en Quinty Misiedjan belde als live-reporter bij de kijkers thuis aan om de finale met hem/haar samen te kijken. Ook bij deze versie gold dat als de deur niet wordt opengedaan door de kijker, het te winnen bedrag naar een kandidaat uit het publiek ging. In Nederland konden kijkers die kans wilden maken op de pot zich gedurende het programma opgeven via de site van RTL. In deze versie kreeg de kijker indien deze met lege handen achterbleef als troostprijs een taart of een andere snack. Tevens belde Quinty in tegenstelling tot Fien in de Belgische versie niet vlak voor de finale aan bij de geselecteerde kijker, maar voorafgaand aan de laatste ronde, zodat de bekende Nederlanders op dat moment al kennis konden maken met degene voor wie ze de finale zouden spelen. 
In Nederland wordt in tegenstelling tot in België de hele quiz inclusief de finale live uitgezonden.
De quiz sloeg in Nederland niet aan, de kijkcijfers waren erg laag: er keken maar 300.000 mensen per dag naar. RTL 4 besloot daarom al na vijf weken te stoppen met de quiz.